# Sokol Altius
Le Sokol Altius est un drone de combat et un drone de reconnaissance stratégique à moyenne altitude et longue endurance russe développé par OKB Sokol (anciennement connu sous le nom de Simonov Design Bureau) et Tranzas pour effectuer des missions de reconnaissance, de frappe et d'attaque électronique pour le compte de l'armée de l'air et de la marine russes. Le programme a débuté en 2011 et à ce jour 3 prototypes ont été construits.

## Description
L'Altius est comparable aux capacités de frappe et de reconnaissance des UAV MQ-9 Reaper et RQ-4 Global Hawk fabriqués aux États-Unis.

## Opérateurs
- Russie, prototypes en essais.